# Anastassija Markowytsch

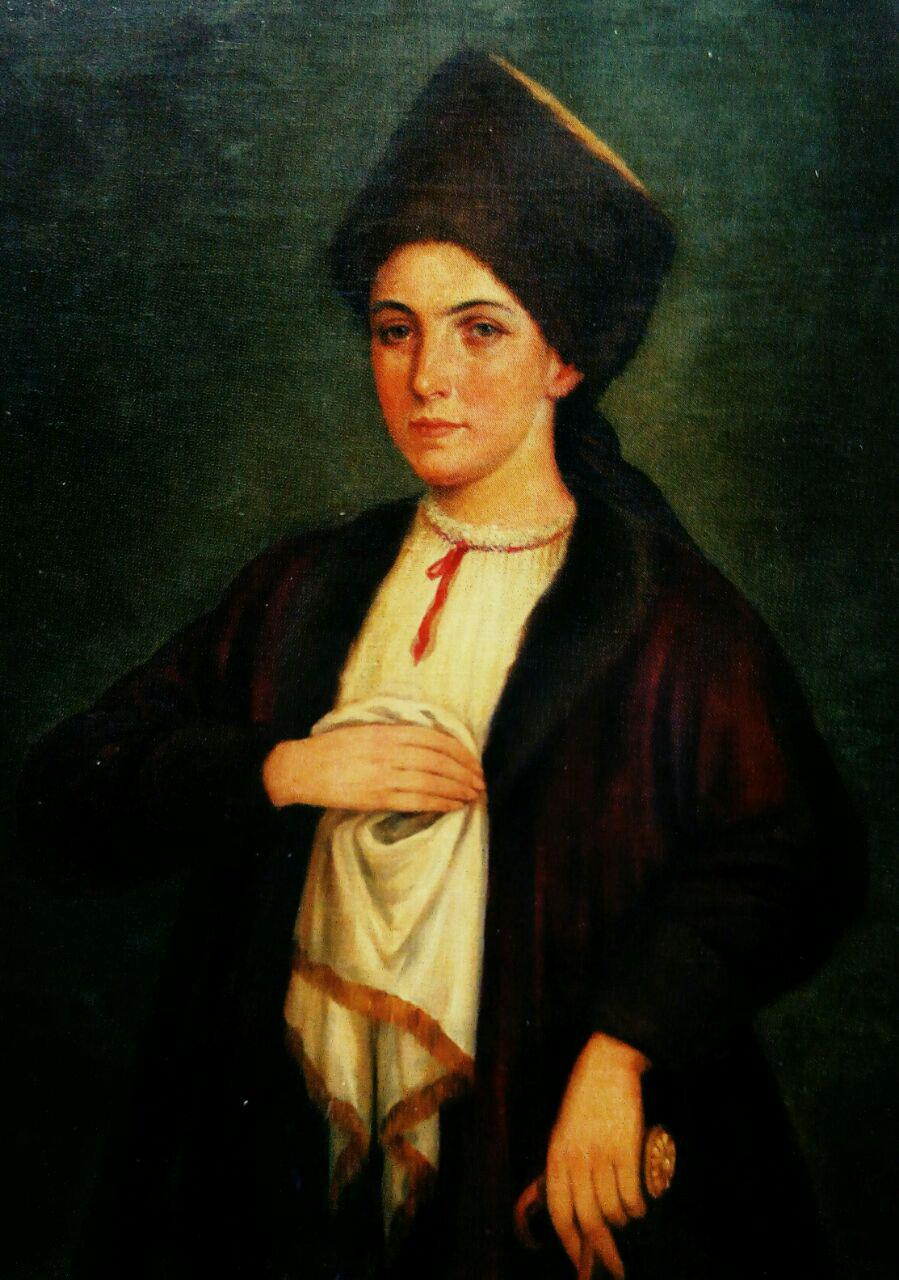
Porträt von Anastassija Markowytsch aus dem Hetman-Museum

Anastassija Markowytsch (ukrainisch Анастасія Маркович, auch bekannt als Nastja Skoropadska, ukrainisch Настя Скоропадська, * 1671; † 1729) war eine Mäzenin und die zweite Ehefrau des Hetmans der Saporoger Kosaken Iwan Skoropadskyj.

## Biografie
Nach dem Tod seiner ersten Frau Pelahija im Jahr 1699 heiratete Iwan Skoropadskyj Anastassija Markowytsch, die Witwe des Generals Kostjantyn Holub. Ihr Vater und Stammvater ihrer Familie von Kosakenoffizieren war Marko Awramowytsch, der bürgerlich-jüdischer Herkunft war.
Sie war aktiv an den Regierungsangelegenheiten beteiligt. Nach der Heirat empfing sie häufig namhafte Gäste aus Moskau und Sankt Petersburg und erhielt Geschenke von kosakischen Offizieren und russischen Würdenträgern. Sie besuchte oft russische Städte, wo sie alleine hinreiste, was noch nie zuvor vorgekommen war. Unter Markowytsch wurde Skoropadskyj zu einem der größten Grundbesitzer in der Ukraine und besaß eine Große Anzahl von Industriebetrieben.
Die Ergebnisse bei der Verwaltung des Hetmanats, die Skoropadskyi unter Markowytsch erzielte, wurden von Peter I. bemerkt und genutzt. Er verlobte die Tochter Uljana Skoropadskyi mit dem Sohn Graf Tolstois, der Regimentsführer Nischyns wurde. Das war das erste Mal, dass ein russischer Würdenträger ein Regimentsführer der Kosaken wurde. Durch ihren Einfluss auf ihren Ehemann gaben ihr die Kosaken den Spitznamen „Nastja die Hetmanscha“ und das Volk charakterisierte sie mit dem Sprichwort „Iwan trägt eine Plachta und Nastja einen Streitkolben.“ Nach dem Tod ihres Mannes im Jahr 1722 beeinflusste Markowytsch in geringerem Maße weiterhin das öffentliche Leben des Hetmanats. Sie besuchte häufig Moskau und den Zarenhof, empfing Würdenträger und veranstaltete in der Familienresidenz im Kloster Hamalijiwka Bälle für den ukrainischen Adel.
Unmittelbar nach dem Tod Iwan Skoropadskyis leitete seine Tochter aus erster Ehe, Iryna, ein Gerichtsverfahren gegen ihre Stiefmutter ein und beschuldigte sie, sich sämtliche Besitztümer Skoropadskyis angeeignet zu haben. Das Zentrale Staatliche Historische Archiv der Ukraine hat mehrere Dokumente zu diesem Thema sowie zu anderen Nachlass- und Grundstücksangelegenheiten aufbewahrt. Einige von ihnen beziehen sich auf die Beziehung Markowytschs zu Danylo Apostol sowie zum Kloster Hamalijiwka. Es gibt auch das Testament Markowytschs, das Uljana zur Erbin des gesamten Eigentums erklärte. Nach dem Tod ihrer Mutter übertrug sie einen Teil des Nachlasses auf ihre Halbschwester Iryna.
Markowytsch starb 1729. Ihre Beerdigung wurde mit großer Feierlichkeit abgehalten. Viele Kosakenoffiziere und russische Würdenträger sowie Hetman Danylo Apostol und seine Frau kamen, um sie zu besuchen. Das Paar Skoropadskyi ist im Kloster Hamalijiwka beigesetzt, das ein architektonisches Denkmal der Ukraine darstellt.

## Mäzenatentum
Im Jahr 1713 wurde die Einsiedelei Charalambos, die später den Namen Kloster Hamalijiwka tragen würde, durch Markowytschs Bemühungen in ein Nonnenkloster mit den entsprechenden Rechten und Besitztümern umgewandelt. Sie ordnete in ihrem Testament die Umwandlung des Klosters in ein Männerkloster an, die 1733 abgeschlossen wurde.
1717 wurde in der südöstlichen Ecke der stadtweiten Festung in Hluchiw an der Stelle einer ausgebrannten hölzernen Auferstehungskirche auf Markowytschs Kosten nach dem Vorbild der Kirche Sankt Elija in Subotiw, der Grabstätte Bohdan Chmelnyzkyjs, die Anastassijakirche erbaut. Markowytsch widmete die Kirche drei heiligen Märtyrerinnen namens „Anastassija.“